# آونل
آونل (به فرانسوی: Avesnelles) یک کمون در فرانسه است که در canton of Avesnes-sur-Helpe-Sud واقع شده‌است. آونل ۱۲٫۷۱ کیلومتر مربع مساحت دارد ۲۰۶ متر بالاتر از سطح دریا واقع شده‌است.